# Dalpe
Dalpe är en ort och kommun i distriktet Leventina i kantonen Ticino, Schweiz. Kommunen har 181 invånare (2023).